# Ione Skye
Ione Skye Lee (IPA: /aɪˈoʊni/), född Ione Skye Leitch den 4 september 1970 i Hampstead i London, är en brittisk-amerikansk skådespelare.

## Filmografi (urval)
- 1986 – Vid flodens strand
- 1988 – A Night in the Life of Jimmy Reardon
- 1989 – Snacka går ju...
- 1989 – The Rachel Papers
- 1990 – Mindwalk
- 1992 – Gas Food Lodging
- 1992 – Wayne's World
- 1992 – Guncrazy
- 1995 – Four Rooms
- 1996 – Dream for an Insomniac
- 1997 – One Night Stand
- 1999 – But I'm a Cheerleader
- 2005–2013 – Arrested Development (TV-serie) (två avsnitt)
- 2005 – Fever Pitch
- 2007 – Zodiac (ej krediterad)
- 2014 – Haunt
- 2025 – Anaconda